# Walnut Hill, Illinois
Walnut Hill là một làng thuộc quận Marion, tiểu bang Illinois, Hoa Kỳ. Năm 2010, dân số của làng này là 108 người.

## Dân số
Dân số qua các năm:
- Năm 2000: 109 người.
- Năm 2010: 108 người.